# الحق في الإسلام
الحقّ في السياقات الإسلامية، يُفسَّر أيضًا على أنه حق وواقع. الحق هو أحد أسماء الله تعالى في القرآن الكريم. ويستخدم غالبًا للإشارة إلى الله باعتباره الحَقيقة المطلقة في الإسلام .

## طالع أيضًا
- عبد الحق (اسم)
- الحق، منظمة حقوق إنسان فلسطينية
- الله حق
- الحقيقة
- حق – محمد – علي[الإنجليزية]، عقيدة صوفية في العلوية
- حق (اللقب)[الإنجليزية]
- أسماء الله في الإسلام
- حزب الحق